# Miss Europe Continental 2015
Miss Europe Continental 2015, est la 3e élection de Miss Europe Continental, qui a lieu le 5 septembre 2015, à Paestum, en Italie. La cérémonie a été animée par Alessandro Cecchi Paone.
200 candidates ont participé à la présélection dont 100 ont été présélectionnées. Après six mois pour sélectionner les finalistes, seules, 41 candidates ont été choisies à participer à l'élection. Les candidates ont été accueillies à l'hôtel Minerva de Paestum.
La gagnante albanaise, Lindita Idrizi, succède à l'italienne, Nicole Di Mario, Miss Europe Continental 2014. Elle est la première albanaise à remporter le titre de Miss Europe Continental.

## Résultats
| Résultat Final               | Candidates |
| ---------------------------- | --- |
| Miss Europe Continental 2015 | - Albanie - Lindita Idrizi |
| 2e finaliste                 | - Pologne - Nicole Szar |
| Top 5                        | - Belgique - Noémie Depré - Italie - Federica Frioli - Italie - Alessia Maida |
| Top 10                       | - Italie - Daniela Picciocchi - Italie - Alice Farina - Albanie - Ira Petushi - Albanie - Fatjeta Haxhija - France - Charlotte Oger |
| Top 20                       | - Roumanie - Adelina Mache - Hongrie - Anina Tóth - Italie - Giulia Bini - Macédoine - Ana Trajkovska - Albanie - Dona Pjetri - Italie - Ilaria Labrosciano - Kosovo - Drenica Cahani - Italie - Jahana Habib - Ukraine - Lina Markevic - Italie - Ilaria Gualtieri Capristo |

## Titres mineurs attribués
| Titre                     | Nom                         |
| ------------------------- | --------------------------- |
| Miss Aghe Mare            | Italie - Agata Buongiovanni |
| Miss Legea                | Italie - Alice Farina       |
| Miss Teodolinda Quintieri | Italie - Fara Molino        |
| Miss Modarea              | Belgique - Noémie Depré     |
| Miss Action Academy       | Albanie - Fatjeta Haxhija   |
| Miss Robin                | Macédoine - Ana Trajkouska  |
| Miss Europa Fashion Week  | Italie - Alessia Maida      |
| Miss Chicca               | Albanie - Ira Petushi       |

## Candidates
| Pays représentant | Candidates                  | N° |
| ----------------- | --------------------------- | -- |
| Albanie           | Eva Kume                    | 05 |
| Albanie           | Dona Pjetri                 | 13 |
| Albanie           | Fatjeta Haxhija             | 17 |
| Albanie           | Rudina Bajarami             | 38 |
| Albanie           | Milena Karevska             | 39 |
| Albanie           | Ira Petushi                 | 40 |
| Albanie           | Lindita Idrizi              | 41 |
| Belgique          | Noémie Depré                | 04 |
| France            | Charlotte Oger              | 29 |
| Hongrie           | Enikő Keserű                | 20 |
| Hongrie           | Anina Tóth                  | 21 |
| Italie            | Fara Molino                 | 01 |
| Italie            | Federica Frioli             | 02 |
| Italie            | Marina Dima                 | 03 |
| Italie            | Emma Valenti                | 07 |
| Italie            | Silvia Cecchini             | 08 |
| Italie            | Giulia Bini                 | 09 |
| Italie            | Galia Gherardi              | 10 |
| Italie            | Martina Esposito            | 15 |
| Italie            | Flavia Perrella             | 16 |
| Italie            | Teresina Rumiano            | 19 |
| Italie            | Elena Carboni               | 22 |
| Italie            | Alice Bellan                | 23 |
| Italie            | Agata Bongiovanni           | 24 |
| Italie            | Ilaria Gualtieri Capristo   | 25 |
| Italie            | Alessia Maida               | 26 |
| Italie            | Daniela Picciocchi          | 27 |
| Italie            | Jahana Habib                | 28 |
| Italie            | Silvia Bertora              | 30 |
| Italie            | Alice Farina                | 31 |
| Italie            | Ilaria Labrosciano          | 32 |
| Kosovo            | Drenica Cahani              | 34 |
| Macédoine         | Angelina Javanovska         | 35 |
| Macédoine         | Ana Trajkovska              | 36 |
| Macédoine         | Angela Kostova              | 37 |
| Pologne           | Nicole Szar                 | 06 |
| Roumanie          | Carina Moraru               | 11 |
| Roumanie          | Loredana Mihaela Chioferanu | 18 |
| Roumanie          | Adelina Mache               | 33 |
| Ukraine           | Lina Markevic               | 12 |
| Ukraine           | Natasha Verbovska           | 14 |

## Jury
- Valeria Marini : Actrice, mannequin et styliste. Elle a été désignée présidente du jury par Alberto Cerqua[6].
- Stefano Forti : Danseur, chorégraphe et directeur artistique de Csen.
- Nando Moscariello : Fondateur et directeur de Action Academy Roma et de Vivi La Vita srl.
- Rosario D'anna : Coiffeur et directeur artistique du groupe Modarea.
- Roberto Ciasca : Directeur artistique de maquillage et maquilleur officiel de Miss Italie et Miss Italia nel Mondo.

## Bande son
- Ouverture de cérémonie : Love Me like You Do de Ellie Goulding
- Danses : Lady Marmalade de Patti LaBelle

## Observations